# 榊蒼十郎
榊 蒼十郎（さかき そうじゅうろう、1979年4月6日 - ）は、日本の漫画家、同人作家。静岡県袋井市出身、東京都練馬区在住。

## 作品
- 機動戦士クロスボーン・ガンダム ゴースト（『ガンダムエース』2012年1月号 - 2016年5月号）登場キャラクター「ハロロ」の作画担当
- 魔法少女リリカルなのはA'sPORTABLE THE GEARS OF DESTINY マテリアル娘。（『月刊コンプエース』2012年1月号 - 2013年4月号）
- 魔法少女リリカルなのは マテリアル娘。INNOCENT（『月刊コンプエース』2013年6月号 - 2016年5月号）
- ハロロDEガンプラ（『ガンプラエースSpecial 月刊ガンダムエース9月号増刊』）